# Patrick Lalor
Patrick Joseph (Paddy) Lalor (irl. Pádraig Ó Leathlobhair; ur. 19 lipca 1926 w Dublinie, zm. 29 lipca 2016 w Abbeyleix) – irlandzki polityk, działacz Fianna Fáil, Teachta Dála, minister w różnych resortach, eurodeputowany I, II i III kadencji.

## Życiorys
W młodości uprawiał hurling, z drużyną hrabstwa Laois brał udział w meczu finałowym z cyklu All-Ireland Hurling Final. Kształcił się w St. Mary's Knockbeg College, pracował w branży handlowej.
Zaangażował się w działalność polityczną w ramach Fianna Fáil. W 1961 uzyskał mandat posła do Dáil Éireann w wyborach uzupełniających. Z powodzeniem ubiegał się o reelekcję w wyborach 1965, 1969, 1973 i 1977. Pełnił funkcję parlamentarnego sekretarza przy mistrze rolnictwa (1965–1966) oraz transportu (1966). Od lipca 1969 do maja 1970 był ministrem poczty i telegrafów, następnie do marca 1973 ministrem przemysłu i handlu. Od lipca 1977 do lipca 1979 był parlamentarnym sekretarzem przy premierze oraz następnie ministrem stanu w departamencie obrony. Jednocześnie w tym okresie odpowiadał za dyscyplinę partyjną i rządową (jako government chief whip).
W latach 1979–1994 zasiadał w Parlamencie Europejskim I, II i III kadencji, był m.in. wiceprzewodniczącym PE (1982–1987) i wiceprzewodniczącym frakcji Europejskiego Sojuszu Demokratycznego.